# Résolution 108 du Conseil de sécurité des Nations unies
Membres permanents
- Chine (Taïwan)
- États-Unis
- France
- Royaume-Uni
- URSS

Membres non permanents
- Belgique
- Brésil
- Iran
- Nouvelle-Zélande
- Pérou
- Turquie

Résolution no 107 Résolution no 109
La résolution 108 du Conseil de sécurité des Nations unies est une résolution du Conseil de sécurité des Nations unies adoptée le 8 septembre 1955.
Cette résolution, la troisième de l'année 1955, relative à la question de la Palestine, rappelant la résolution 107 selon le rapport de chef de l'UNTSO, 
- prend note que les deux pays ont accédé à la demande du chef d'état major en vue d'un cessez-le-feu,
- demande aux deux parties de prendre toutes les mesures pour ramener l'ordre et la tranquillité dans la région,
- fait sien l'avis du chef d'état-major selon lequel les deux armés devraient être efficacement séparées,
- déclare que les observateurs dans la région devraient disposer d'une totale liberté de mouvements,
- demande aux deux parties de désigner des représentants en vue de réunions avec le chef d'état-major destinées à atteindre les buts énoncés ci-dessus,
- prie le chef d'état-major de rendre compte au conseil des mesures prises.

La résolution a été adoptée à l'unanimité.

## Texte
- Résolution 108 sur fr.wikisource.org
- Résolution 108 sur en.wikisource.org